# Zatyle-Osada
Zatyle-Osada (do 2008 Zatyle) – część miasta Lubycza Królewska w Polsce położona w województwie lubelskim, w powiecie tomaszowskim, w gminie Lubycza Królewska.
W latach 1975–1998 miejscowość administracyjnie należała do województwa zamojskiego.
Przed 1 stycznia 2016 Zatyle-Osada była samodzielną miejscowością, tego dnia została włączona w skład miasta Lubycza Królewska.